# Mautner Markhof

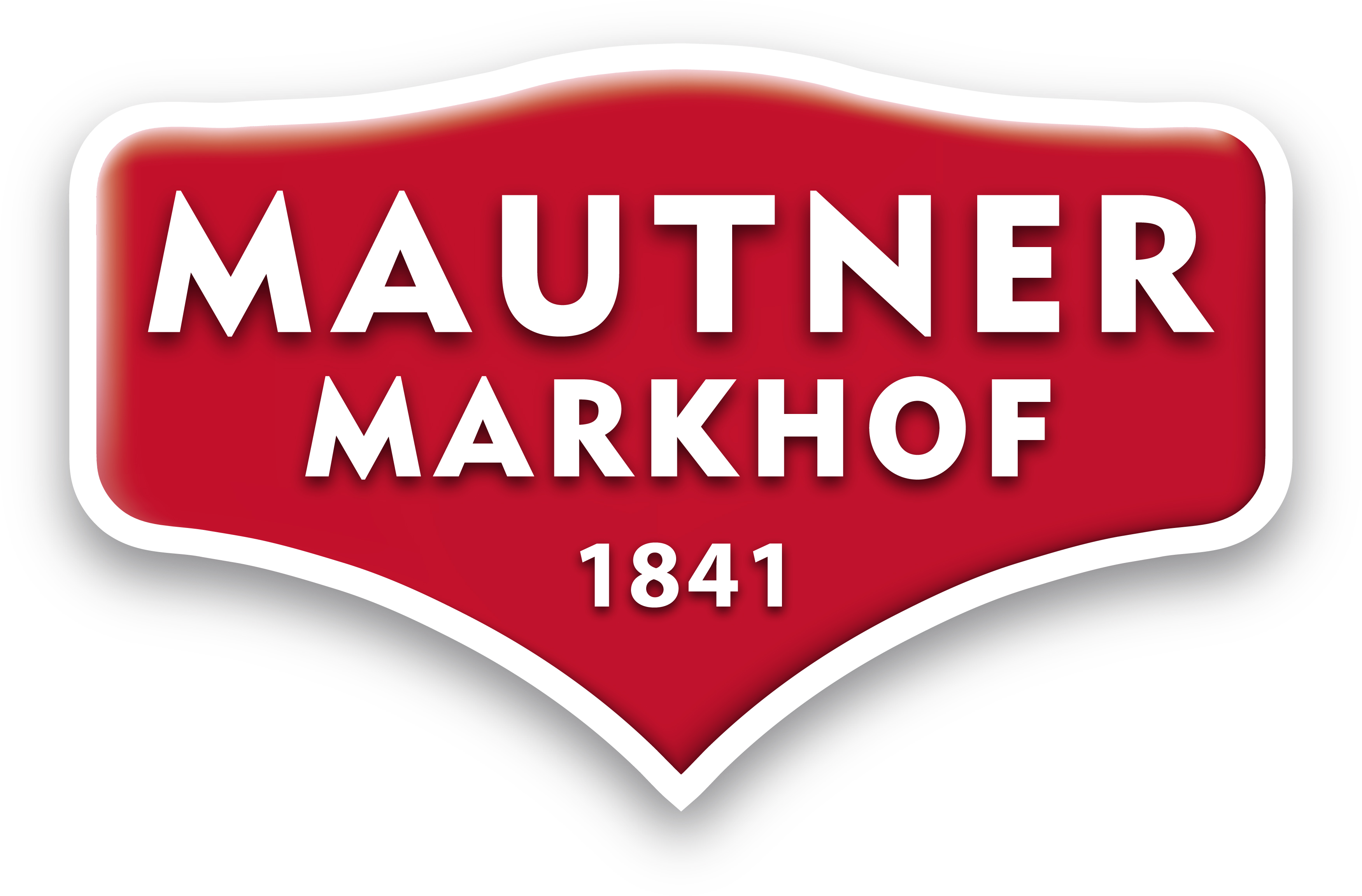
Logo, wird heute noch von Mautner Markhof Feinkost verwendet

Mautner Markhof war ein österreichischer Lebensmittel- und Feinkosthersteller in verschiedenen Sparten und an unterschiedlichen Standorten der Familie Mautner Markhof.
Von den einstmals diversen Unternehmen trägt heute noch die allerdings nicht mehr im Besitz der Familie stehende Mautner Markhof Feinkost den traditionellen Firmennamen.

## Geschichte

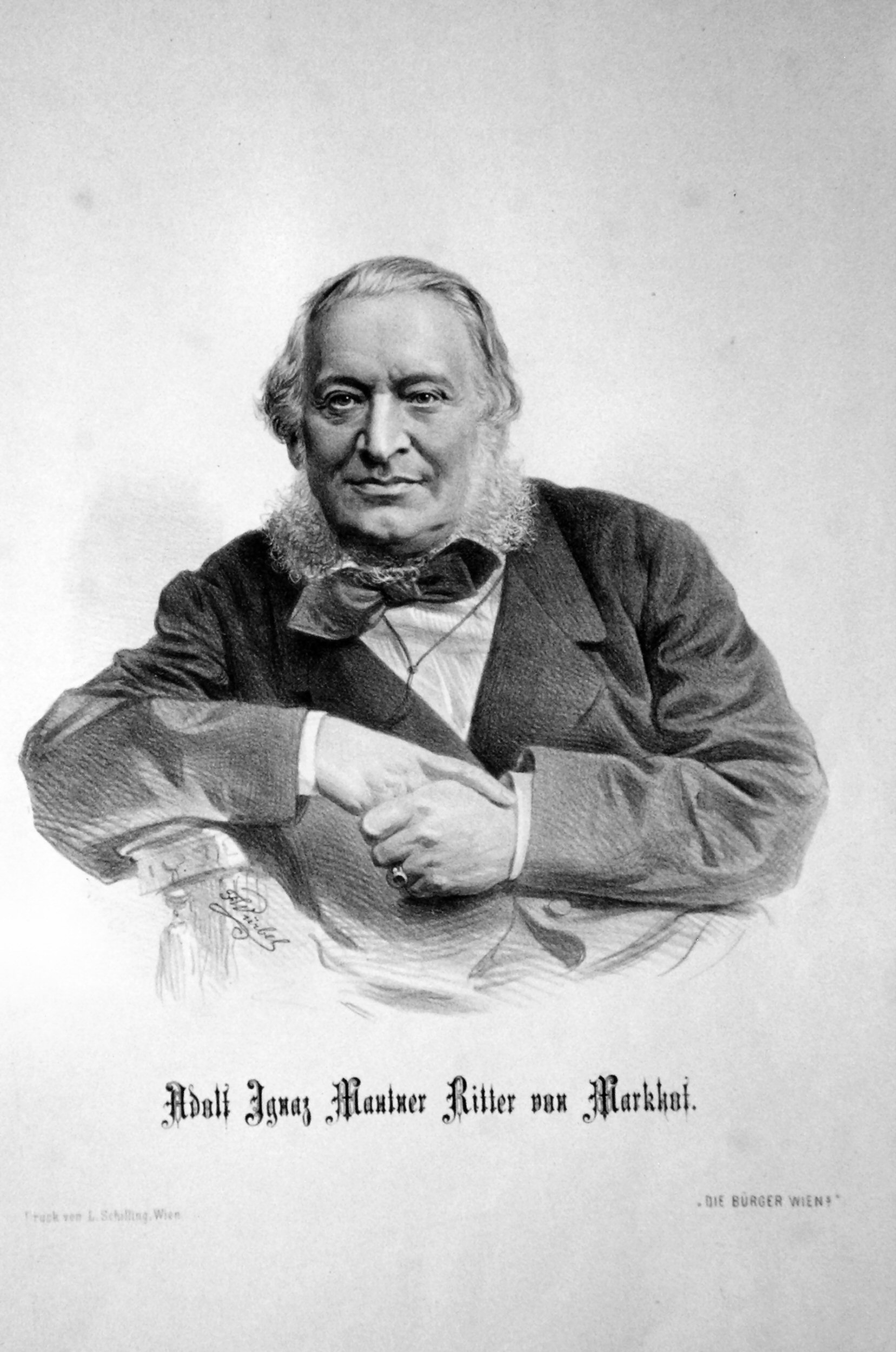
Firmengründer Adolf Ignaz Mautner Ritter von Markhof

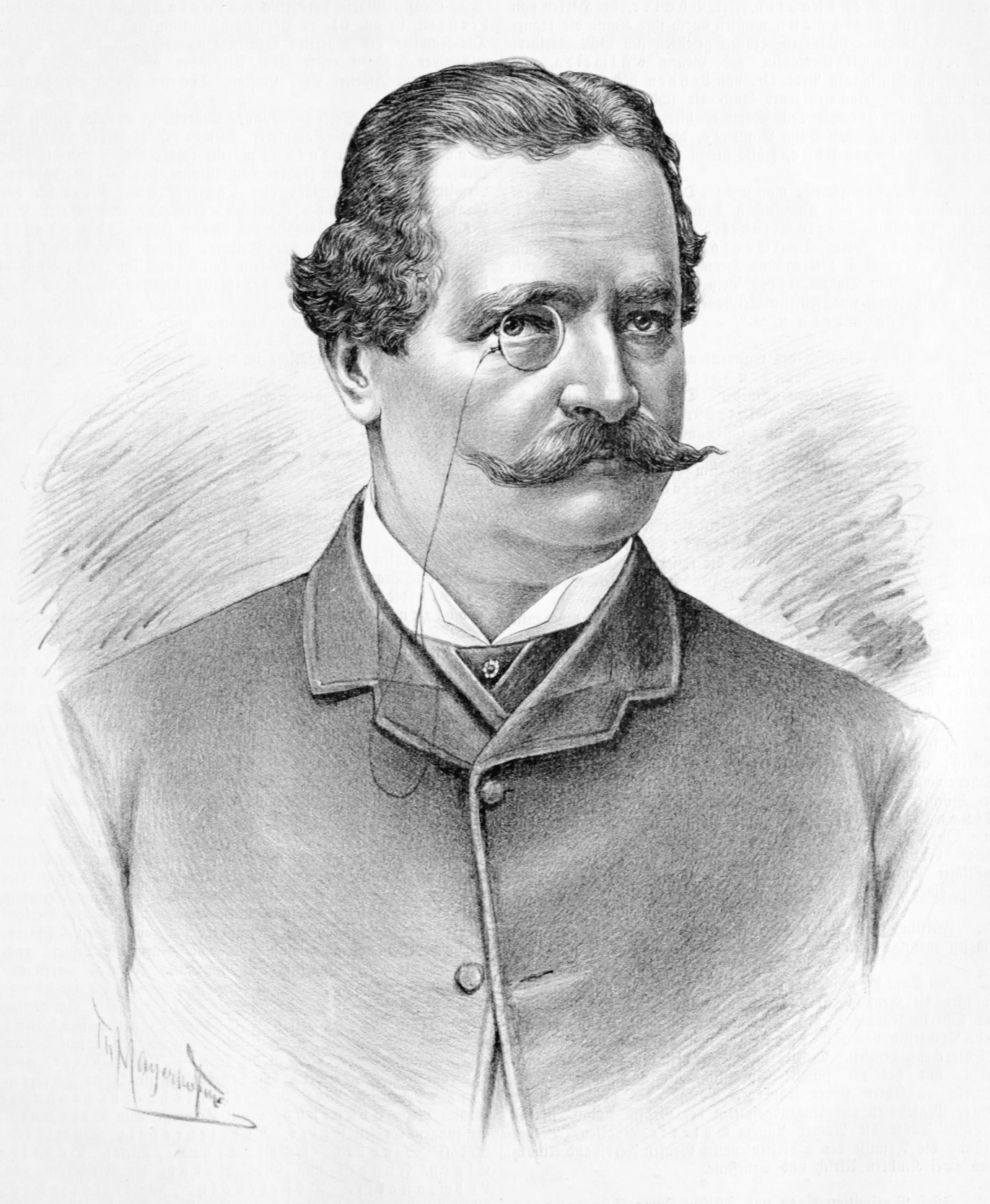
Carl Ferdinand Mautner von Markhof (gest. 1896)

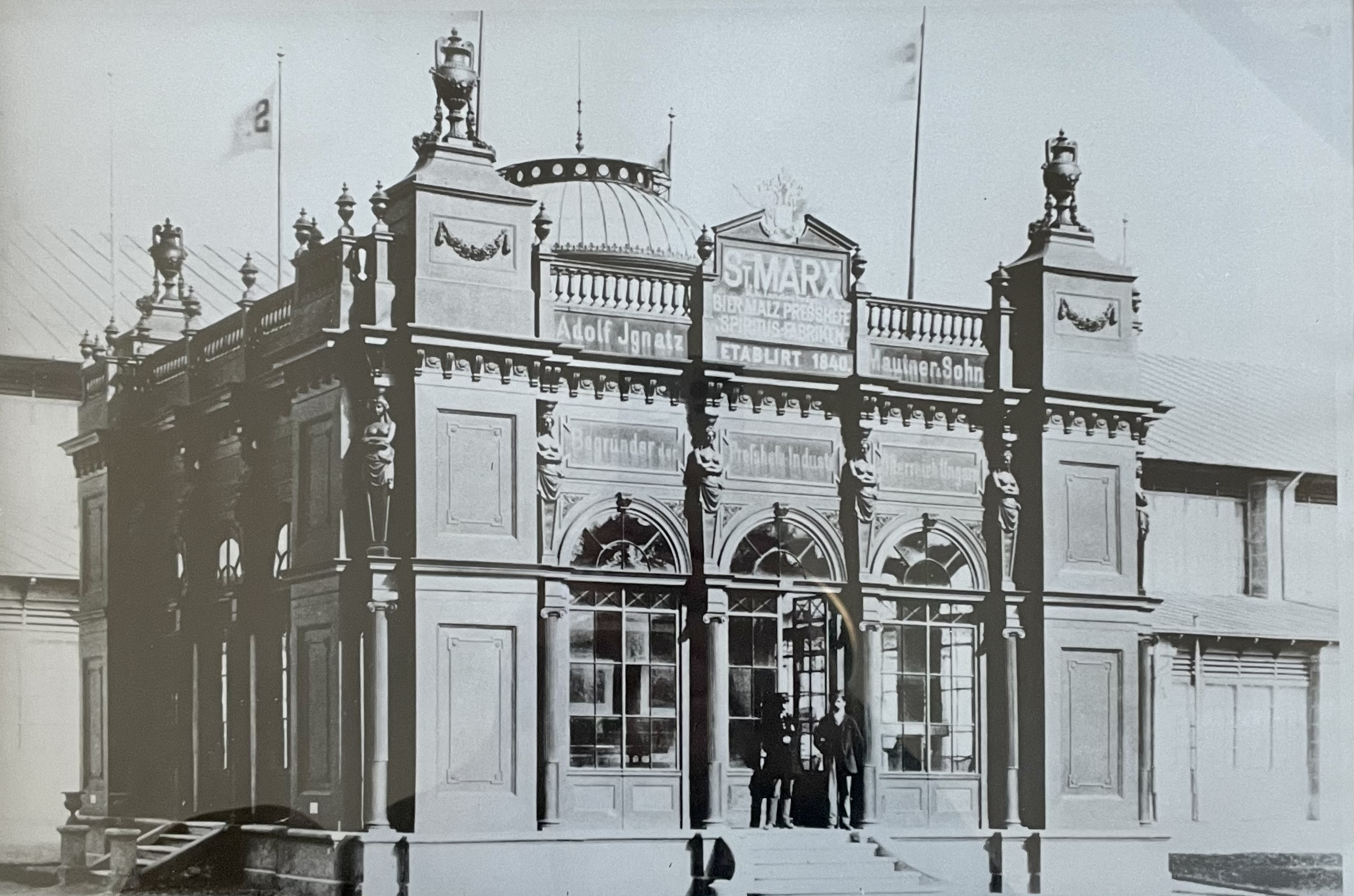
Pavillon auf der Wiener Weltausstellung 1873

Der aus einer böhmischen Destillateurfamilie stammende Adolf Ignaz Mautner von Markhof (1801–1889) betrieb bereits in seinem Heimatort Smirice eine Brauerei und das familiäre Branntweingeschäft. Im Jahr 1840 übersiedelte er mit seiner Familie nach Wien und pachtete die Brauerei des Sankt Marxer Bürgerspitals. Als Gründungsjahr des Unternehmens wird 1841 angegeben.
1846 schrieb Adolf Ignaz weltweit Geschichte, als es ihm gemeinsam mit seinen Schwiegersöhnen, dem Grazer Brauherrn Johann Peter von Reininghaus und dessen Bruder Julius, gelang, ein Verfahren zu entwickeln, das eine von der Bierproduktion unabhängige Hefeerzeugung ermöglichte („Wiener Abschöpfverfahren“) und 1850 in Produktion ging. Somit gilt Mautner Markhof als der Erfinder der Presshefe. 1857 kaufte Mautner um 275.000 Gulden das Brauhaus. In den folgenden Jahren entwickelte sich der Betrieb zu einer der größten Brauereien Europas. Nachdem das Gelände in St. Marx langsam zu klein wurde, ließ Mautner in Simmering (neben der Brauerei Meichl) einen Filialbetrieb errichten.
Nach dem Eintritt von Mautners 18-jährigem Sohn Carl Ferdinand in das Unternehmen (1858) bekam dieses den Namen Ad. Ign. Mautner & Sohn. 1876 übernimmt Carl Ferdinand schließlich von seinem Vater die alleinige Leitung. Bereits 1864 wurde durch Georg Heinrich Mautner (drittältester Sohn von Adolf Ignaz) eine Presshefefabrik und Mälzerei in Floridsdorf eröffnet, deren Produkte unter dem Namen des väterlichen Betriebes vermarktet wurden. Dieser betrieb somit drei Hefe-Erzeugungsstätten. Ab 1893 befand sich in Floridsdorf mit der Brauerei zum St. Georg die zweite Brauerei der Familie, die Errichtung war nur durch Zahlung einer Konventionalstrafe von 100.000 Gulden (um Rivalitäten zu vermeiden) möglich.
1913 wurde die Nahrungsmittelerzeugung durch Verkauf an die Floridsdorfer Linie in die Th. & G. Mautner Markhof KG ausgegliedert, Grund war die Fusionierung der Brauerei Sankt Marx zur Vereinigte Brauereien Schwechat, St. Marx, Simmering – Dreher, Mautner, Meichl AG durch den am Unternehmen nicht interessierten Erben Viktor Mautner von Markhof. Die drei Hefeerzeugungen werden als Vereinigte Mautner Markhof’sche Presshefefabriken am Standort Simmering konzentriert. 1920 erfolgt die Fusion mit der Hefeerzeugung der Firmen Springer in Wien und Harmer in Spillern, wodurch Mautner Markhof auch die Spirituserzeugung übernimmt und das Unternehmen in eine Kommanditgesellschaft umwandelt. Das Kapital betrug 7,2 Millionen Kronen.
Während des Bürgerkrieges 1934 kommt es in Simmering zu einer gefährlichen Situation, als Schützbündler auf der einen und Heimwehr und Bundesheer auf der anderen Seite Straßenkämpfe am Firmengelände austragen. Um die Schutzbündler zu vertreiben, beschießt das Heer mit Granaten die Vereinigte Presshefefabrik. Georg Mautner Markhof lässt sich sofort mit dem Kommandanten verbinden und erwirkt mit dem Verweis auf die am Gelände befindlichen Spiritustanks, welche im Zweifelsfalle einen Großbrand in halb Simmering auslösen könnten, die Einstellung des Feuers. Am folgenden Tag besetzte das Heer die Fabrik.
In der Weltwirtschaftskrise schwindet das Kapital des Unternehmens beträchtlich und die Liquidität kann nur durch Dollar-Kredite aufrechterhalten werden. Nach dem Tod von Georg II. Anton übernehmen die Cousins Gerhard, Manfred, Georg III. und Gustav als sogenannter „Viererzug“ gemeinschaftlich die Führung der familiären Unternehmen. Der als legendär geschilderte Viererzug beinhaltete ausschließlich gemeinsam getroffene Entscheidungen, die wöchentlichen Sitzungen fanden im Grand Hotel statt. Der Anschluss Österreichs machte diesem Führungsstil ein jähes Ende.
Im März 1938 wurde die Stadlauer Malzfabrik de facto rechtzeitig vor der NS-Arisierung durch die Familie Mautner Markhof erworben, die jüdischen Firmeninhaber boten das Unternehmen der Familie an.
Im Zweiten Weltkrieg, der dem Unternehmen herbe Verluste bereitete, werden Teile des Fabriksgeländes durch Kampfhandlungen zerstört; längere Zeit tobten erbitterte Kämpfe zwischen der abziehenden Wehrmacht und der Sowjetarmee am bzw. in unmittelbarer Nähe des Firmengeländes. Zu Kriegsende gelingt Manfred Mautner Markhof sen., oftmals unter Einsatz seines Lebens, sich mit den russischen Besatzern zu verständigen und die Produktion wieder zu starten; er übernimmt dadurch bald eine dominierende Stellung in der Führung der Firma. Bereits Ende April 1945 wurde wieder mit der Erzeugung von Hefe und Spiritus begonnen; das Unternehmen galt als Fabrik in Wien, welche nach Kriegsende wieder die Produktion aufnahm. In der Folgezeit leidet das Unternehmen jedoch unter Arbeitskräfte- und Rohstoffmangel sowie unter hastigen Requirierungen der russischen Soldaten. Nach der definitiven Aufteilung der Besatzungszonen lag der Betrieb in Simmering in der englischen Zone, wodurch es dem Unternehmen deutlich besser erging als der Brauerei in Schwechat und der Stadlauer Malzfabrik.
Der Führung Manfred Mautner Markhofs und seinem später nach Wien zurückgekehrten Cousin Georg III. verdankt Mautner Markhof den erfolgreichen Wiederaufbau und Ausbau zu einem der führenden Betriebe Österreichs. Im Oktober 1949 konstituierte sich erneut ein "Viererzug" als oberstes Leitungsgremium des Unternehmens, welcher vorerst in den Gebäuden des Wiener Trabrennvereins tagte.
Im Wirtschaftswunder der 1950er Jahre kommt es zu einer Expansion, in deren Folge u. a. mit der Hefe- und Spiritusfabrik Fischl in Klagenfurt auch Konkurrenzunternehmen sukzessive aufgekauft werden. Dem Unternehmen gelingt es dadurch, seine dominante Marktmacht als führender österreichischer Hefeproduzent weiter auszubauen. Um einer sinnlosen Konkurrenz der europäischen Hefeerzeuger zuvorzukommen, wird unter Georg III. Mautner Markhof die Groupement d´Etudes des Industries Européens de Fermentation als loser, freundschaftlicher Zusammenschluss gegründet.

### Wirtschaftliche Veränderungen
Der legendäre Führungsstil im "Viererzug" wurde nach zwei Todesfällen von Mitgliedern und zunehmender Zersplitterung der Firmenanteile innerhalb der Familien schließlich 1973 nach der 352. Sitzung aufgegeben. In der Folge musste eine neue Firmenstruktur gefunden werden, der Umwandlung in Aktiengesellschaften stellten sich teilhabende Familienmitglieder zunächst entgegen. Schließlich konnte zur Zusammenführung der Vereinigte Hefefabriken Mautner Markhof und Wolfrum sowie der Th. & G. Mautner Markhof – welche alleine zu klein für den sicheren Fortbestand waren – unter gleichzeitiger Umwandlung der beiden Unternehmen in Aktiengesellschaften die Simmeringer Nahrungs- und Genussmittel Beteiligungs-Aktiengesellschaft (später Mautner Marhof AG) als Holding gegründet werden. Diese besaß 100 % des Aktienkapitals an den Vereinigen Hefefabriken, welche wiederum alleiniger Besitzer der Th. & G. Mautner Markhof waren.
Die Hefefabrik war in den 1970er Jahren Gegenstand früher Bürgerproteste gegen industrielle Umweltbelastung. 1978 fusionierten die Brauereien mit der Brau AG (heute Brau Union). Seit 1984 notierten stimmrechtslose Vorzugsaktien der Mautner Markhof AG an der Börse.
Durch den Beitritt Österreichs zur Europäischen Union 1995 fielen Zollschranken und in der Folge auch das österreichische Branntweinmonopol. Somit wurden bislang von Mautner Markhof erzeugte Lizenzprodukte von den jeweiligen Unternehmen direkt nach Österreich eingeführt und die Eigenmarken des Konzerns standen in direkter Konkurrenz zum Ausland. In den 1990er Jahren konnten noch Tochtergesellschaften in Ungarn, Polen und Kroatien gegründet werden. 1997 wurde die Vermarktung der Spirituosen abgegeben. 2001 zog sich die Familie aus der Mautner Markhof Feinkost GmbH zurück, die an das bayerische Familienunternehmen Develey Senf & Feinkost verkauft wurde. 2003 übernahm die niederländische Brauerei Heineken die Aktienmehrheit der Brau Union.
Die Stammaktien der zuletzt noch als Holding bestehenden Mautner Markhof AG (MMAG) befanden sich weiter in Familienbesitz; zuletzt führte Manfred Leo Mautner Markhof die Geschäfte des Unternehmens. Versuche, mit einer Matmar AG durch Ankäufe wieder in die Feinkostbranche einzusteigen (u. a. durch Übernahme des Feinkostunternehmens Spak und des Fischerverarbeitungsunternehmens Ozean), neben einem Einstieg in die Immobilienbranche, schlugen fehl. Im Jahr 2008 geriet die Familienholding Mautner Markhof AG (MMAG) in finanzielle Schwierigkeiten. Die Gesellschaft hätte nach einem Ausgleich „still liquidiert“ werden sollen. Am 23. Dezember 2008 verfügte das Handelsgericht Wien die Eröffnung des Konkurses über das Vermögen der MMAG. Von den damaligen Verbindlichkeiten von rund 27,9 Millionen Euro waren circa 80 Gläubiger betroffen. Bis zur Löschung im Mai 2016 existierte noch eine HMT Industriebeteiligungs GmbH.
Im August 2013 übernahm Marcus Mautner Markhof von der Harmer Holding über seine im selben Jahr gegründete MM Beteiligungs- und Beratungs GmbH (MMBB) mit Sitz in Klosterneuburg die Gesellschaftsanteile an der Brauerei Grieskirchen GmbH und wurde auch deren Geschäftsführer. Die restlichen 9,5 Prozent verblieben im Eigentum der 27 lokalen Gesellschafter, konnten aber später übernommen werden.
Mitte September 2020 teilte das Unternehmen, mit, aufgrund kräftigen Umsatzrückgangs, die die Coronakrise in der Gastronomie auslöste, Insolvenz zu beantragen, ebenso die MMBB.
Am 11. November 2020 wurde der Fortbetrieb des Unternehmens gerichtlich genehmigt. Die Gläubigerquote von 30 % binnen 2 Jahren wurde am 16. Dezember 2020 angenommen. Mitte 2021 schrieb das Unternehmen wieder Gewinne.

## Weitere Namensträger
- Georg Heinrich Theodor Mautner Markhof (1904–1982), österreichischer Unternehmer und Staatsrat

## Produkte

### Bier
Durch Einführung der Dampfmaschine 1845 gelang es ihm, die Produktion erheblich zu steigern und eine selbst erfundene Kühlmaschine zu betreiben, mit der das von seinem Konkurrenten Anton Dreher senior erfolgreich eingeführte untergärige Wiener Lagerbier ganzjährig produziert werden konnte. In der Folge wurden Kühlhäuser unter dem Patentnamen „Normal-Bierlagerkeller System Mautner“ errichtet. Der wirtschaftliche Erfolg des Unternehmens beruhte auf Bier und seinen Nebenprodukten Backhefe und Rohspiritus.
Die Brauerei Sankt Marx war unter Carl Ferdinand zur drittgrößten auf dem europäischen Kontinent geworden, unmittelbar nach der Brauerei Schwechat von Anton Dreher junior, bevor sie unter der weniger erfolgreichen Leitung seines Sohnes Victor Mautner Markhof (1865–1919) im Jahr 1913 mit den Brauereien Schwechat und Simmering (Th. & G. Meichl) zu den „Vereinigten Brauereien Schwechat, St. Marx, Simmering AG“ fusioniert wurde.

### Presshefe
Die Bäcker waren in den 1840er Jahren besorgt, weil durch den untergärigen Brauprozess weniger Hefe anfiel, und drängten die Hersteller zu einer Lösung. Ein Meilenstein Mautner Markhofs war die Entwicklung der industriellen Fertigung von Presshefe, die sich weltweit durchsetzte. 1861 wurde ein Grundstück in Wien-Simmering erworben, das bis ins 20. Jahrhundert hauptsächliches Produktionsgelände blieb.
Mautners Söhne Carl Ferdinand (1834–1896) und Georg Heinrich (1840–1904) vergrößerten das Unternehmen und gründeten in Floridsdorf 1864 eine von der Bierproduktion getrennte Presshefe- und Spiritusfabrik. 1872 wurde dort eine Mälzerei angegliedert, 1893 die Brauerei zum Sankt Georg eröffnet.
Die Hefeproduktion wurde mittlerweile ebenfalls aufgegeben und von Lesaffre – mit welchem es bereits in der Nachkriegszeit Verhandlungen über eine Beteiligung gab – übernommen, das Unternehmen vertreibt in Österreich nach wie vor Hefe unter dem Markennamen Mautner Markhof.

### Essig, Senf und Spirituosen

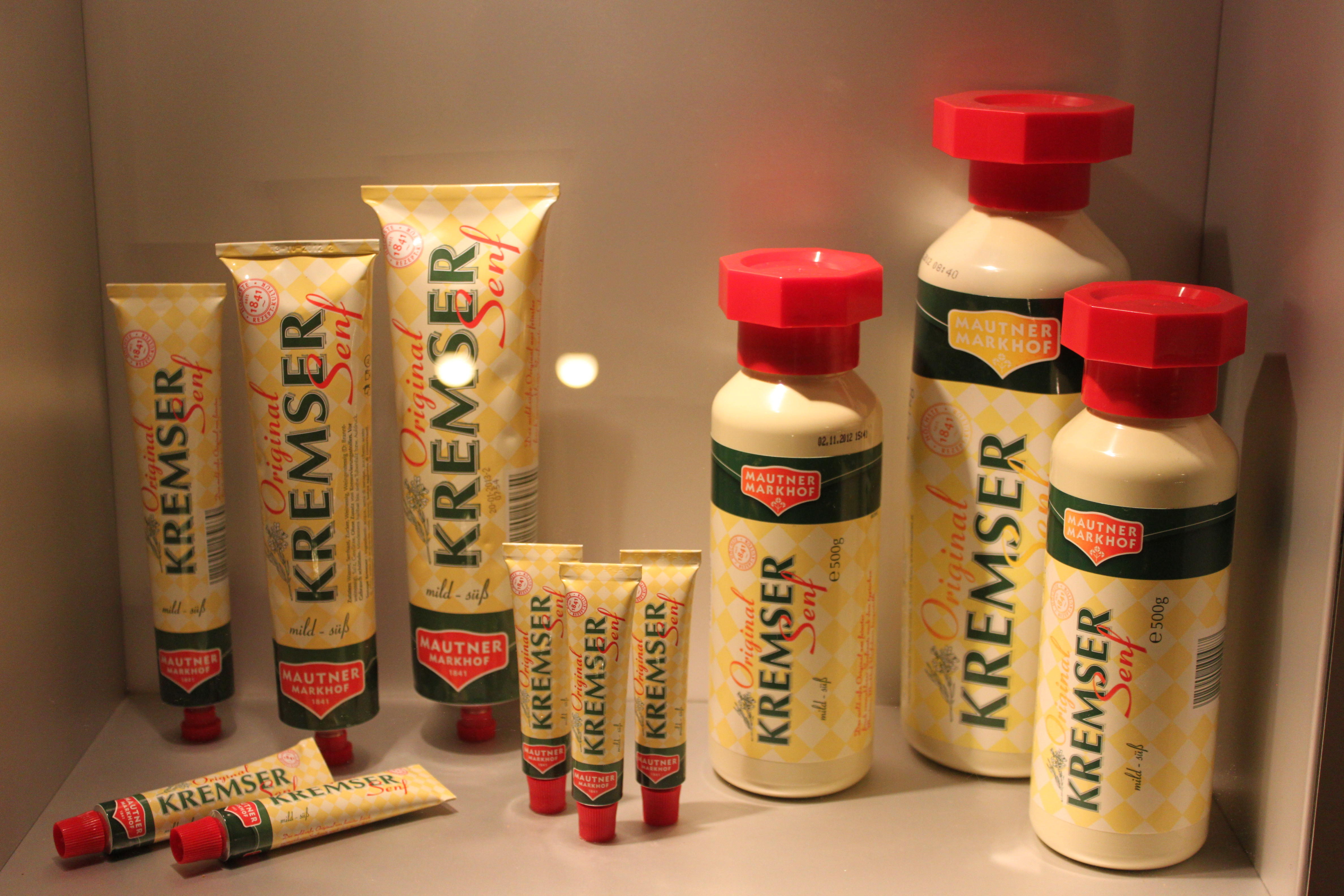
Kremser Senf

Seit 1913 wurde die Produktion auch auf andere Lebensmittel wie Senf und Essig erweitert. Die Rohstoffbasis für Presshefe wurde von Getreide auf Zucker und Melasse umgestellt. 1927 wurde der Hesperiden-Essig erfolgreich eingeführt. Nach dem „Anschluss Österreichs“ 1938 entging das Familienunternehmen der Enteignung, weil die Nationalsozialisten die Mautner Markhofs als „nicht jüdisch, aber auch nicht arisch“ einstuften. Nach dem Zweiten Weltkrieg, in dem die Fabriken schwere Schäden erlitten, expandierte die Feinkostsparte mit weiteren Produkten wie Sirup, und Mautner Markhof wurde zu einem führenden Unternehmen der österreichischen Nahrungsmittelindustrie. Manfred Mautner Markhof senior baute die Brauerei Schwechat wieder auf. Georg Mautner Markhof wurde 1956 geschäftsführender Gesellschafter der Th. & G. Mautner Markhof AG, 1970 Geschäftsführer der Vereinigten Hefefabriken Mautner Markhof und Wolfrum und von 1975 bis 1996 war er Vorstandsvorsitzender des Mautner-Markhof-Konzerns.

## Firmen und Standorte

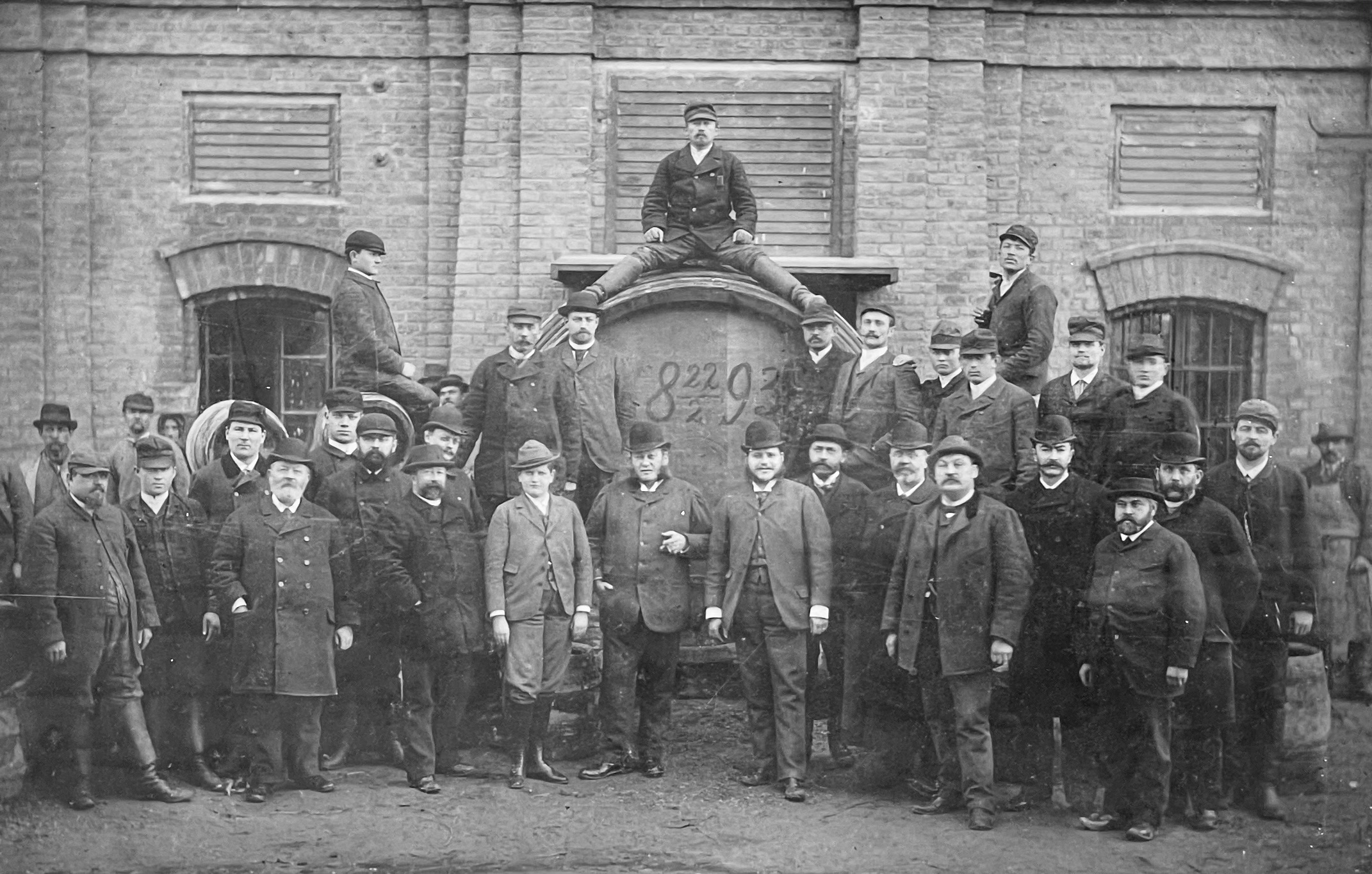
Gründung der Brauerei zum St. Georg (1893) mit Georg Heinrich, Theodor und Kuno Mautner Markhof

Heutige Mautner Markhof Feinkost in Wien-Simmering

Die Familie Mautner Markhof betrieb oder betreibt aktuell im Laufe ihrer Unternehmensgeschichte u. a. folgende Unternehmen:
- Adolf Ignaz Mautner & Sohn → ursprüngliche Preßhefefabrik in Sankt Marx
- Bioquelle in Steyr → mittlerweile Unternehmen der Felix Austria
- Brauerei Grieskirchen → aktuell
- Brauerei Nussdorf → 1950 erworben und geschlossen
- Brauerei Sankt Marx → 1916 Braubetrieb eingestellt, später Teil der Th. & G. Mautner Markhof
- Vereinigte Brauereien Schwechat, St. Marx, Simmering – Dreher, Mautner, Meichl AG
- Mautner Markhof Brauerei Schwechat AG (2320 Schwechat, Mautner Markhof-Straße 11) → heute Unternehmen der Heineken Gruppe
- Brauerei zum Sankt Georg in Floridsdorf
- Presshefe- und Spiritusfabrik in Floridsdorf
- Brauerei und Mälzerei in Göding
- Brauhaus in Smirschitz → historischer Stammbetrieb der Familie seit 1690
- Brüder Reininghaus GmbH in Graz-Reininghaus → durch mehrere Ehen verbundene Familie
- Buszesz AG in Budapest
- Feinkost Spak in Simmering → heute Peter Spak GmbH
- Kärntner Hefe- und Spiritusfabriken AG in Klagenfurt
- Mantzell AG → heute Lesaffre Austria AG in Wiener Neudorf, stellt nach wie vor Mautner Markhof-Hefe her
- MatMar AG
- Th. & G. Mautner Markhof in Simmering (1110 Wien, Simmeringer Hauptstraße 101) → sog. „Mautner Markhof-Gründe“, abgesehen von denkmalgeschützten Objekten abgerissen und durch modernes Stadtquartier ersetzt
- Mautner Markhof Feinkost GmbH in Simmering (1110 Wien, Mautner Markhof-Gasse 39–41) → ehemals Th. & G. Mautner Markhof → heute Unternehmen der Develey Management in Unterhaching
- Mautner Markhof AG (MMAG) – vormals: Mautner Markhof Nahrungsmittel- und Genußmittel Beteiligungs-Aktiengesellschaft bzw. Simmeringer Nahrungs- und Genussmittel Beteiligungs-Aktiengesellschaft (Holding)
- Mautner Markhof International – gemeinsam mit BolsWessanen
- MM Beteiligungs- und Beratungs GmbH (MMBB) mit Sitz in Klosterneuburg
- SBV Seisenegger Bier Vertriebs GmbH mit Sitz in Viehdorf/Seisenegg → aktuell
- Stadlauer Malzfabrik AG (STAMAG) in Stadlau → Unternehmen der Ireks-Gruppe
- Vereinigte Hefefabriken Mautner Markhof und Wolfrum in Simmering – vormals: Vereinigte Mautner Markhof’sche Preßhefe Fabriken
- Mautner Markhof Ferm – vormals: Vogelbusch GmbH
- Waechter & Mautner, Malzfabrik in Floridsdorf